# بهروز عظیمی (فوتسال)
بهروز عظیمی همت‌آبادی معروف به بهروز عظیمی (زاده ۳ شهریور ۱۳۸۰ در روستای همت آباد از توابع شهر باخرز استان خراسان رضوی) یک بازیکن فوتسال اهل ایران است. او در حال حاضر عضو تیم ملی فوتسال ایران است و در تیم مس سونگون ورزقان هم عضویت دارد.
عظیمی که سابقه بازی برای تیم‌های استعدادهای درخشان مشهد، ستارگان ورامین و مقاومت البرز را در کارنامه خود دارد، در عرصه ملی توانسته در تورنمنت تایلند به مقام سوم برسد و همراه با تیم ملی قهرمانی در رقابت‌های کافا را تجربه کرده‌است. او همچنین همراه تیم ملی ایران در تورنمنت برزیل حضور داشت و در کارنامه‌اش حضور در جمع برترین گلزنان لیگ برتر فوتسال ایران در فصل ۱۴۰۱ به چشم می‌آید. او یکی از بازیکنان با استعداد و خوش تکنیک فوتسال ایران است که قطعا در آینده از او بیشتر خواهیم شنید.

## افتخارات
- کسب مقام قهرمانی در تورنمنت کافا همراه تیم ملی فوتسال ایران
- کسب مقام سوم در تورنمنت تایلند همراه تیم ملی فوتسال ایران
- کسب مقام نایب‌قهرمانی تورنمنت برزیل همراه تیم ملی فوتسال ایران
- کسب مقام قهرمانی در جام ملت‌های فوتسال آسیا ۲۰۲۴ همراه تیم ملی فوتسال ایران
- کسب مقام نایب قهرمانی لیگ برتر همراه تیم مس سونگون ورزقان